# Alopia hirschfelderi
Alopia hirschfelderi is een slakkensoort uit de familie van de Clausiliidae. De wetenschappelijke naam van de soort werd voor het eerst geldig gepubliceerd in 2013 door H. Nordsiec.